# Denkmalschutzgesetz (Hamburg)
Das Denkmalschutzgesetz regelt den Denkmalschutz auf dem Gebiet der Freien und Hansestadt Hamburg. Es ist eines von 16 Landesdenkmalschutzgesetzen in Deutschland mit der Gesetzgebungskompetenz für den Denkmalschutz bei den Bundesländern (Art. 30 GG). Ausführende Stelle ist die Behörde für Kultur und Medien mit dem zugehörigen Denkmalschutzamt Hamburg. Die Aufgaben der Bodendenkmalpflege werden vom Archäologischen Museum Hamburg durchgeführt.

## Geschichte
Das am 1. Mai 2013 in Kraft getretene neue Denkmalschutzgesetz trat an die Stelle des Denkmalschutzgesetzes vom 3. Dezember 1973, zuletzt geändert am 27. November 2007. Gem. § 28 wurden die vorangegangenen Denkmallisten fortgeführt. Neben den 1900 unter Schutz gestellten Denkmälern wurden weitere 3000 Gebäude und Ensembles unbürokratisch und zur größeren Rechtssicherheit geschützt. Stand Januar 2021 umfasste die Denkmalliste ca. 12.300 Hamburger Denkmäler und ca. 3.000 Bodendenkmäler.
Das Denkmalschutzgesetz von 3. Dezember 1973 setzte Hamburgs erstes Denkmalschutzgesetz vom 6. Dezember 1920 außer Kraft. Es war dem langen Einsatz Hamburger Bürger und Wissenschaftler zu verdanken, darunter der ehemalige Direktor der Hamburger Kunsthalle Alfred Lichtwark und der Gründungsdirektor des Museums für Kunst und Gewerbe Justus Brinckmann, sowie nach ihm Richard Stettiner, ab Ende 1920 Hamburgs erster Denkmalpfleger. Die ersten geschützten Denkmäler waren die Kirchen und Friedhöfe der Vier- und Marschlande.
Seit mehr als 100 Jahren, seit dem 1. Januar 1921, gibt es in Hamburg ein Denkmalschutzgesetz.

## Wichtige Änderungen
Kernstück des Gesetzes ist der Wechsel vom sog. konstitutiven System mit bürokratischer, aufwendiger Einzelunterschutzstellung zum modernen Ipsa-lege-System mit nachrichtlicher Denkmalliste, ausgenommen bewegliche Denkmäler, als modernes Denkmalschutzrecht einer wachsenden Metropole, das den schützenswerten Bestand an historischen Gebäuden sichert und gleichzeitig transparente Regelungen für Eigentümer, Investoren und die öffentliche Hand schafft. Nach diesem von der Mehrzahl der Bundesländer eingeführten System sind alle Denkmäler bei Vorliegen seiner Voraussetzungen durch das Denkmalschutzgesetz ohne gesondertes Verfahren unmittelbar geschützt. Nur die Bundesländer Bremen, Hamburg, Nordrhein-Westfalen und Schleswig-Holstein hatten das konstitutive System beibehalten.

## Allgemeine Bestimmungen
Als Aufgaben des Denkmalschutzes und der Denkmalpflege (§ 1) werden die wissenschaftliche Erforschung sowie der Schutz und die Erhaltung der Denkmäler definiert. Darüber hinaus sollen sie darauf hinwirken, dass sie im Städtebau, der Raumordnung und der Landespflege einbezogen werden.
Gegenstand des Denkmalschutzes (§ 4) sind Denkmäler (Baudenkmäler, Ensembles, Gartendenkmäler, Bodendenkmäler und bewegliche Denkmäler), deren Erhaltung wegen ihrer Bedeutung für Geschichte, Wissenschaft und Kunst, oder zur Bewahrung charakteristischer Eigenheiten des Stadtbildes im öffentlichen Interesse liegt.
Für die Erforschung und Pflege der Bau- und sonstigen Kulturdenkmäler wird ein Denkmalpfleger oder eine Denkmalpflegerin durch den Senat bestellt; ebenso ein Bodendenkmalpfleger oder Bodendenkmalpflegerin für die Erforschung und Pflege der Denkmäler aus vor- und frühgeschichtlicher Zeit und für die beweglichen Bodenfunde (§ 2).
Der zuständigen Behörde wird ein aus 12 Mitgliedern bestehender, unabhängiger und sachverständiger Denkmalrat beigeordnet. Er setzt sich zusammen aus Sachkundigen der Denkmalpflege, Geschichte und Architektur sowie aus sachlich engagierten Bürgerinnen und Bürgern und Institutionen der Freien und Hansestadt Hamburg. Die Besetzung des Denkmalrat soll zu gleichen Teilen mit Frauen und Männern erfolgen. Die Leiterin oder der Leiter des Staatsarchivs nimmt mit beratender Stimme an den Sitzungen des Denkmalrats teil (§ 3).
Ein Denkmal wird per Verwaltungsakt der zuständigen Behörde unter Denkmalschutz gestellt (§ 5). Zur Erhaltung von Ensembles können Rechtsverordnungen erlassen werden (§ 7). Denkmäler und Ensembles, die unter Schutz gestellt worden sind, werden in eine Denkmalliste (§ 6) eingetragen, die von jedermann eingesehen werden kann. Das Verzeichnis der erkannten Denkmäler wird zusammen mit der bisherigen Denkmalliste als Denkmalliste fortgeführt (§ 28).

## Schutzvorschriften für in die Denkmalliste eingetragene Denkmäler
Es besteht ein Genehmigungsvorbehalt für Veränderungen von unbeweglichen Denkmälern, Gebäudegruppen und Gesamtanlagen (§ 9) sowie ein Umgebungsschutz (§ 8). Das Genehmigungsverfahren und Fristen werden in § 11 geregelt. Die Verfügungsberechtigten werden verpflichtet, das Denkmal in einem denkmalgerechten Zustand zu erhalten (§ 7).

## Besondere Vorschriften für Bodendenkmäler
Ausgrabungen, Bergungen und Entdeckungen mit technischen Suchgeräten unterliegen einer Genehmigungspflicht (§ 14). Bestimmte Flächen können zum Grabungsschutzgebiet (§ 15) erklärt werden. Funde (§ 17) möglicherweise unbekannter Bodendenkmäler müssen unverzüglich angezeigt und Sicherungs- und Erhaltungsanordnungen befolgt werden. Denkmäler deren Eigentümer nicht mehr zu ermitteln sind, sind unverzüglich anzuzeigen und werden Eigentum der Freien und Hansestadt Hamburg. Anzeigepflichtige Funde sind der zuständigen Behörde vorübergehend zur wissenschaftlichen Bearbeitung zu überlassen (§ 18).

## Enteignung und Entschädigung
Zulässige Enteignungen zur Erhaltung von Denkmälern sind in § 19 geregelt und sollen zu Gunsten der Freien und Hansestadt Hamburg erfolgen. Enteignungen dürfen zugunsten Dritter (§ 20 Begünstigte) erfolgen, wenn damit der Zweck der Maßnahme erreicht und durch die Begünstigten dauerhaft gesichert wird. Soweit Maßnahmen nach dem Denkmalschutzgesetz wirtschaftlich unzumutbar sind, ist ein finanzieller Ausgleich zu gewähren (§ 21). Bei Ausgleichszahlungen, die den Wert um 50 % übersteigen würden, besteht ein Übertragungsanspruch der Freien und Hansestadt Hamburg (§ 22), wenn die Eigentümerin/der Eigentümer nicht auf den Mehranteil verzichtet. Das Enteignungsverfahren (§ 23) erfolgt nach den Vorschriften des Hamburgischen Enteignungsgesetzes (Fassung vom 11. November 1980) in der jeweiligen Fassung.